# Jonathan Frakes
Jonathan Scott Frakes (Bellefonte, Pensilvania; 19 de agosto de 1952) es un actor y director estadounidense. Su papel más recordado es como el comandante William T. Riker en la serie de televisión Star Trek: The Next Generation.
Frakes también fue anfitrión de la serie de televisión "Beyond Belief: Fact or Fiction", desafiando a los espectadores a entender sus propios relatos. Como director, en 2004 dirigió Thunderbirds, versión cinematográfica de la serie de televisión animada de la década de 1960. En junio de 2011, Frakes narró el documental del canal Historia "Lee y Grant". También fue el actor de doblaje de David Xanatos en las "Gargoyles" de la serie de televisión de Disney. 
Frakes dirigió y también actuó en "Star Trek: Primer Contacto", así como "Star Trek: Insurrección". También es autor de un libro llamado "The Abductors: Conspiracy".

## Biografía

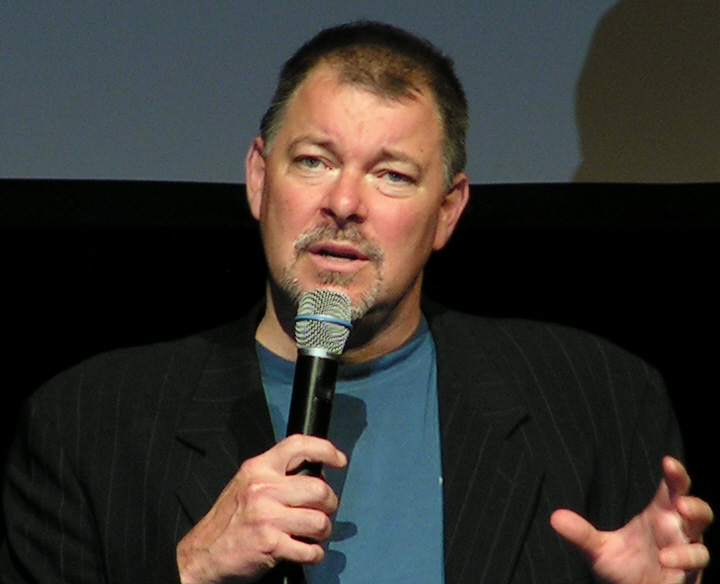
Jonathan Frakes en 2005.

Nacido el 19 de agosto de 1952 en el pequeño pueblo de Bellefonte, Pensilvania. De chico Johnatan tenía una fascinación con la actuación, por lo que su estudio en la universidad estatal quedaba un poco relegado para atender las producciones teatrales. Su padre, crítico profesional y fan acérrimo del cine, lo animó para que encaminara su producción actoral, por lo que se trasladó de Harvard a Nueva York, donde empezó a actuar profesionalmente, con poca fortuna la mayoría de las veces, llegando al extremo en 1975 de aceptar un trabajo de visitar niños en hospitales e inaugurando supermercados, disfrazado de "Capitán América"
Su primer trabajo importante lo tuvo en una obra de Broadway, "Shenandoah", y poco después realizó su primer trabajo en televisión, la novela "Los Doctores". Una vez terminado este trabajo, su agente lo convenció de mudarse a Los Ángeles, donde realizó su primer trabajo hollywoodiano en "La Isla de la Fantasía", y que seguiría en apariciones esporádicas en las series "The Twilight Zone", "Falcon Crest", y sus aclamados trabajos en las tres miniseries "North and South" (en el rol de Stanley Hazard), "Paper Dolls" y "Bare Essence", trabajo donde conoció a su única y actual esposa, Genie Francis, actriz reconocida en su trabajo en la famosa serie "General Hospital".
Es ella quien lo convence de presentarse al casting de "The Next Generation", dado que era fan de la serie clásica, y quien le expuso el argumento que un rol principal en esa serie era un gran espaldarazo para su carrera. Las audiciones duraron seis semanas, después de las cuales Gene Roddenberry decidió que su mirada maquiavélica era lo necesario para el rol de William T. Riker. En ese lapso tuvo que ver varios episodios de la Serie Original porque jamás había visto algo de ella.
"Star Trek: The Next Generation" le dio la oportunidad de ampliar sus horizontes cinematográficos, al sentarse del otro lado de las cámaras en el rol de director para varios episodios de esta serie, así como de las series "Star Trek: Deep Space Nine" y "Star Trek: Voyager", al punto que lo catapultaron a la dirección de dos de las encarnaciones cinematográficas: "Star Trek: First Contact" y "Star Trek: Insurrection".
Como dato curioso, se puede decir que, tal como se lo puede ver en algunos episodios de TNG, es un buen músico, dedicado a tocar el trombón, y en 1984 participó con ese instrumento en la grabación del álbum "Hoist" de Phish.
En la actualidad, junto a Lisa J. Olin, posee una productora, "Goepp Circle Productions", con las cuales llevó a cabo las realizaciones de la serie de Ciencia Ficción "Roswell" durante 3 temporadas, y la película para televisión de UPN "Dying to Live". Sus últimos trabajos tras las cámaras fueron la película de Ciencia Ficción estrenada en 2002, "Clockstoppers", y se lo puede ver ocasionalmente como narrador de documentales sobre temas paranormales. En el año 2004 dirige una versión con actores reales de la mítica serie de los '60 realizada con marionetas "Thunderbirds". Después de residir durante años en California, en diciembre de 2005 se establece en Maine con su esposa y sus dos hijos, Jameson Ivor (nacido 20/08/1994) y Elizabeth Francis (nacida 30/05/1997), donde está dando clases de dirección en films y televisión en el Rockport College.
A partir de 2018, vuelve a la franquicia de Star Trek para dirigir episodios, tanto para la serie de Paramount+ (emitido anteriormente en Netflix las temporadas 1 al 3), Star Trek: Discovery (episodio 10 de la primera temporada, episodios 2 y 9 de la segunda temporada, episodios 3 y 8 de la tercera temporada, episodio 6 de la cuarta temporada y episodio 9 de la quinta temportada) como para la serie de Amazon Prime Video, Star Trek: Picard (episodios 4 y 5 de la primera temporada; episodios 5 y 6 de la segunda temporada y episodios 3 y 4 de la tercera temporada) y también para Star Trek: Strange New Worlds en el episodio 7 de su segunda temporada (destacado por ser un cruce con la serie Star Trek: Lower Decks). En esta última serie, retoma su papel de William Riker en los episodios 7 y 10 de la primera temporada, así como en la tercera temporada ejerciendo su papel de manera regular. También aparece en su rol de Riker, de manera animada y poniendo su voz, en la serie de Amazon Prime Video, Star Trek: Lower Decks, en el último capítulo de la primera temporada y en los dos primeros capítulos de la segunda temporada. Con esto, Frakes se convierte en el actor que ha aparecido en más series de toda la saga, en concreto seis ("The Next Generation", "Deep Space Nine", "Voyager", "Star Trek: Enterprise" , "Star Trek: Picard"  y la serie animada "Star Trek: Lower Decks"). Sin embargo, no es el actor que en más episodios en global ha participado, récord que ostenta Michael Dorn (Worf) con 279 episodios y, en segundo lugar, Colm Meaney (Miles O'Brien) con 211 episodios.
También ha dirigido, hasta ahora, dos capítulos en la serie que está inspirada en elementos de Star Trek, The Orville. En concreto en los episodios 1x05 (2017) y 2x12 (2019).

## Filmografía como actor
| Películas | Películas                | Películas                            | Películas                                                          |
| Año       | Título                   | Personaje                            | Observaciones                                                      |
| --------- | ------------------------ | ------------------------------------ | ------------------------------------------------------------------ |
| 1994      | Camp Nowhere             | Bob Spiegel                          |                                                                    |
| 1994      | Star Trek Generations    | Comandante William T. Riker          |                                                                    |
| 1996      | Star Trek: First Contact | Comandante William T. Riker          | Nominado-Blockbuster Entertainment Award for Best Supporting Actor |
| 1998      | Star Trek: insurrección  | Comandante William T. Riker          |                                                                    |
| 2002      | Star Trek: némesis       | Comandante/Capitán William T. Riker  |                                                                    |
| 2002      | Clockstoppers            | Conserje                             | Sin acreditar                                                      |
| 2011      | The Captains             | Él mismo/Comandante William T. Riker |                                                                    |
| 2017      | Devil's Gate             | Sheriff Gruenwell                    |                                                                    |

| Televisión | Televisión                                   | Televisión                                        | Televisión |
| Año        | Título                                       | Personaje                                         | Observaciones |
| ---------- | -------------------------------------------- | ------------------------------------------------- | --- |
| 1978       | La isla de la fantasía                       | Kirk Wendover                                     | Episodio: "The War Games/Queen of the Boston Bruisers" |
| 1979       | The Waltons                                  | Ashley Longworth Jr.                              | Episodio: "The Lost Sheep" and "The Legacy" |
| 1980       | Beulah Land                                  | Adam Davis                                        | |
| 1981       | The Dukes of Hazzard                         | Jamie Lee Hogg                                    | Episodio: "Mrs. Daisy Hogg" (4.ª Temporada) |
| 1981       | Harper Valley                                | Clutch Breath                                     | Episodio: "Low Noon" |
| 1982       | Hill Street Blues                            | Drug dealer                                       | Episodio: "Of Mouse and Man" |
| 1982       | Voyagers!                                    | Charles Lindbergh                                 | Episodio: "An Arrow Pointing East" |
| 1983       | Bare Essence                                 | Marcus Marshall                                   | Varios episodios. |
| 1984       | Highway to Heaven                            | Arthur Krock, Jr.                                 | Episodio: "A Devine Madness" |
| 1984       | Five Mile Creek                              | Adam Scott                                        | Episodio: "Gold Fever" |
| 1984       | The Fall Guy                                 | Connors                                           | Episodio: "Always Say Always" |
| 1985       | The New Twilight Zone                        | Single Guy                                        | Episodio: "But Can She Type?" |
| 1985       | The White Shadow                             | Jugador de baloncesto (no acreditado)             | Episodio: "One of the Boys" |
| 1985       | Norte y Sur                                  | Stanley Hazard                                    | |
| 1986       | Matlock                                      | Park, fiscal de distrito                          | Episodio: "The Angel" |
| 1987-1994  | Star Trek: The Next Generation               | Comandante William T. Riker/Teniente Thomas Riker | |
| 1994       | Wings                                        | Gavin Rutledge                                    | Episodio: "All's Fare" |
| 1994       | Star Trek: Deep Space Nine                   | Teniente Thomas Riker                             | Episodio: "Defiant" |
| 1994-1996  | Gargoyles                                    | David Xanatos, Coyote (Voz)                       | |
| 1995       | Lois & Clark: The New Adventures of Superman | Tim Lake                                          | Episodio: "Don't Tug on Superman's Cape" |
| 1995       | Cybill                                       |                                                   | Episodio: "Starting on the Wrong Foot" |
| 1995       | Eight Is Enough                              | Chapper                                           | Episodio: "Separate Ways" |
| 1996       | Star Trek: Voyager                           | Comandante William T. Riker                       | Episodio: "Death Wish" |
| 1998-2002  | Beyond Belief: Fact or Fiction?              | Él mismo (Presentador)                            | |
| 1999       | Roswell                                      | Él mismo                                          | Episodio: "Pilot" |
| 2000       | 3rd Rock from the Sun                        | Larry McMichael                                   | Episodio: "Gwen, Larry, Dick and Mary" |
| 2000       | Ghosts: Caught on Tape                       | Él mismo (Narrador)                               | |
| 2002       | Futurama                                     | Él mismo (Voz)                                    | Episodio: Where No Fan Has Gone Before |
| 2005       | Star Trek: Enterprise                        | Comandante William T. Riker                       | Episodio: "These Are the Voyages..." |
| 2005       | Family Guy                                   | Comandante William T. Riker (Voz)                 | Episodio: Peter's Got Woods |
| 2009       | Family Guy                                   | Él mismo (Voz)                                    | Episodio: Not All Dogs Go to Heaven |
| 2009       | Leverage                                     | (Sin acreditar)                                   | Episodio: The Snow Job |
| 2010       | Criminal Minds                               | Dr. Arthur Malcolm                                | Episodio: "The Uncanny Valley" |
| 2010       | NCIS: Los Angeles                            | Navy Commander Dr. Stanfill                       | Episodio: "Disorder" |
| 2011       | The Super Hero Squad Show                    | The Devil Dinosaur You Say!                       | Episodio: "High Evolutionary" (Solo voz) |
| 2012       | Castle                                       | Fan de Richard Castle                             | Episodio: "La Frontera Final" (Sin acreditar) |
| 2013       | Adventure Time                               | Finn de adulto                                    | Episodio: Puhoy |
| 2019       | Cómo vender drogas online (a toda pastilla)  | Él mismo                                          | Episodio: "La vida no es justa, acostúmbrate a ello" |
| 2020, 2023 | Star Trek: Picard                            | William T. Riker                                  | Episodio 1x07: "Nepenthe" Episodio 1x10: "Et in Arcadia Ego. Parte 2" Episodio 3x01: The Next Generation" Episodio 3x02: "Desengage" Episodio 3x03: "Seventeen Seconds" Episodio 3x04: "No Win Scenario" Episodio 3x05 : "Imposters" Episodio 3x06: "The Bounty" Episodio 3x07: "Dominion" Episodio 3x08: "Surrender" Episodio 3x09: "Vox" Epiisodio 3x10: "The Last Generation" |
| 2020-2021  | Star Trek: Lower Decks                       | Capitán William T. Riker (voz)                    | Episodio 1x10: "Toda parte es buena" Episodio 2x01: "Extrañas energías" Episodio 2x02: "Kayshon, sus ojos abiertos" |